# Станції Кабаково
Станції Каба́ково (рос. Станции Кабаково, башк. Ҡабак станцияһы) — присілок у складі Кармаскалинського району Башкортостану, Росія. Входить до складу Кабаковської сільської ради.
Населення — 105 осіб (2010; 193 в 2002).
Національний склад:
- чуваші — 32 %
- росіяни — 30 %
- башкири — 28 %